# Sân bay quốc tế Gulfport-Biloxi
Sân bay quốc tế Gulfport-Biloxi (mã sân bay IATA: GPT, mã sân bay ICAO: KGPT, mã sân bay FAA LID: GPT) là sân bay hỗ hợp dân dụng-quân sự sử dụng công cộng có khoảng cách 6 km về phía đông bắc của khu kinh doanh trung tâm của Gulfport, một thành phố quận Harrison, tiểu bang Mississippi, Hoa Kỳ. Nó là thuộc sở hữu của Cơ quan sân bay Gulfport-Biloxi.
Trong năm 2008, tổng cộng 923.675 hành khách sử dụng sân bay, tăng 2,6% so với năm 2007. 

## Cơ sở vật chất
Sân bay quốc tế Gulfport-Biloxi có diện tích là 1.700 mẫu Anh (6,9 km2) ở độ cao 28 foot (9 m) có độ cao trung bình trên mực nước biển. Nó có hai đường băng: 14/32 với 9.002 x 150 ft (2.744 x 46 m) nhựa đường / bề mặt bê tông và 18/36 với 4.935 x 150 ft (1.504 x 46 m) bề mặt nhựa đường. Trong 12 tháng thời gian kết thúc 31 tháng 12 năm 2006, sân bay đã có 85.809 lượt chuyến bay hoạt động, trung bình 235 mỗi ngày: 62% hàng không tổng hợp, hàng không quân sự 19%, air taxi 12% và 7% bay thương mại theo lịch trình. Vào thời điểm đó có 35 máy bay tại sân bay này: 46% một động cơ, 23% đa động cơ, máy bay phản lực 3%, 17% máy bay trực thăng quân sự và 11%.

## Hãng hàng không và tuyến bay
| Hãng hàng không                                          | Các điểm đến                                      |
| -------------------------------------------------------- | ------------------------------------------------- |
| American Eagle                                           | Dallas/Fort Worth                                 |
| Continental Express operated by ExpressJet Airlines      | Houston-Intercontinental                          |
| Delta Air Lines                                          | Atlanta                                           |
| Delta Connection operated by Atlantic Southeast Airlines | Atlanta, Memphis [ends January 4]                 |
| US Airways Express operated by PSA Airlines              | Charlotte                                         |
| Vision Airlines                                          | Atlanta, St. Petersburg/Clearwater, Houston-Hobby |